# MSC Seashore
El MSC Seashore es un crucero de la clase Seaside EVO operado por la naviera MSC Cruceros. A partir de agosto de 2021, se convirtió en el barco líder de la clase Seaside EVO de MSC, una subclase de la clase Seaside de barcos construidos con dimensiones más grandes. A ella se unirá un barco hermano llamado MSC Seascape.